# Komsi
Komsi – wieś położona w estońskiej gminie Otepää.
Według spisu ludności z 2021 roku wieś Komsi miała 86 mieszkańców.